# Anatoli Marienhof
Anatoli Borisovich Marienhof (em russo) Анатолий Борисович Мариенгоф; Níjni Novgorod, (24 de junho/6 de julho) de 1897 — Leningrado, 24 de junho de 1962)  foi um poeta, romancista e dramaturgo russo. Uma das figuras principais do Imagismo russo, recordado na atualidade pelas suas memórias que descrevem a vida literária russa na década de 1920 e a sua amizade com Serguei Iessienin, com o qual ele fundou o movimento imagista e de quem ele foi inseparável, por alguns anos, desde 1919.

## Biografia
Anatoli Marienhof nasceu em uma família nobre em Níjni Novgorod. Após a sua graduação na escola em 1914 foi mobilizado e serviu durante a Primeira Guerra Mundial na Frente Oriental.
A carreira literária de Marienhof começou em 1918 com uma contribuição em um almanaque publicado em Voronezh, nesse ano também se mudou para Moscou e conheceu Serguei Iessienin e outros poetas moscovitas. Juntos iniciaram um novo movimento poético que foi chamado Imagismo, também conhecido como "Imaginismo", em 1919. Marienhof participou de todas as ações e publicações imagistas e publicou uma dúzia de livros de sua própria poesia no período 1920-1928.
Antes de suicidar-se, em 1925, em um hotel de Leningrado, Serguei Iessienin escreveu com sangue um poema de despedida dedicado a Marienhof, com quem vivia há quatro anos. Este poema que se tornou célebre e obteve resposta de Vladimir Maiakovski em outo poema. 
Marienhof ganhou mais reconhecimento com a sua controversa ficção: "O romance sem mentiras" (1927) e "Os cínicos" (1928). O primeiro romantiza a sua amizade com Serguei Iessienin, insinuando uma relação amorosa entre os dois, embora baseada no amor pela arte, o último é uma história da vida dos intelectuais novos durante a revolução e o comunismo de guerra. Ambos receberam duras críticas na imprensa soviética.
Após a publicação do seu último romance publicado na íntegra, "Homens barbeados", em 1930, em Berlim, Marienhof só escreveu para o teatro e depois para a rádio sem esperança de voltar a publicar. 
Em seus últimos anos, depois da morte de Stalin, Marienhof se dedicou a escrever suas memórias que foram publicadas décadas depois de sua morte.

## Obra selecionada
- A vitrine do coração (1918)
- Madalena (1920)
- Ilha Buyan. Imagismo. (1920)
- Adultério com a inspiração (1921)
- Decepção (1922)
- Bípedes (1925)
- Sobre Sergei Iessienin. Memórias (1926)
- Romance sem mentiras (1927)
- Cínicos (1928)
- Homem barbeado (1930)
- Catherine (Romance histórico, publicado parcialmente, 1936)

## Literatura sobre o autor
Tomi Huttunen. Imazhinist Mariengof: Dandy. Montage. Cynics. Moscow: Novoe Literaturnoe Obozrenie. 2007.

## Fonte da tradução
- Este artigo foi inicialmente traduzido, total ou parcialmente, do artigo da Wikipédia em galego cujo título é « Anatoli Marienhof».